# Paulette Goddard
Paulette Goddard, rodným jménem Marion Levy (3. června 1910, Whitestone Landing, New York – 23. dubna 1990, Ronco sopra Ascona, Švýcarsko) byla americká herečka. 

## Život

### Mládí

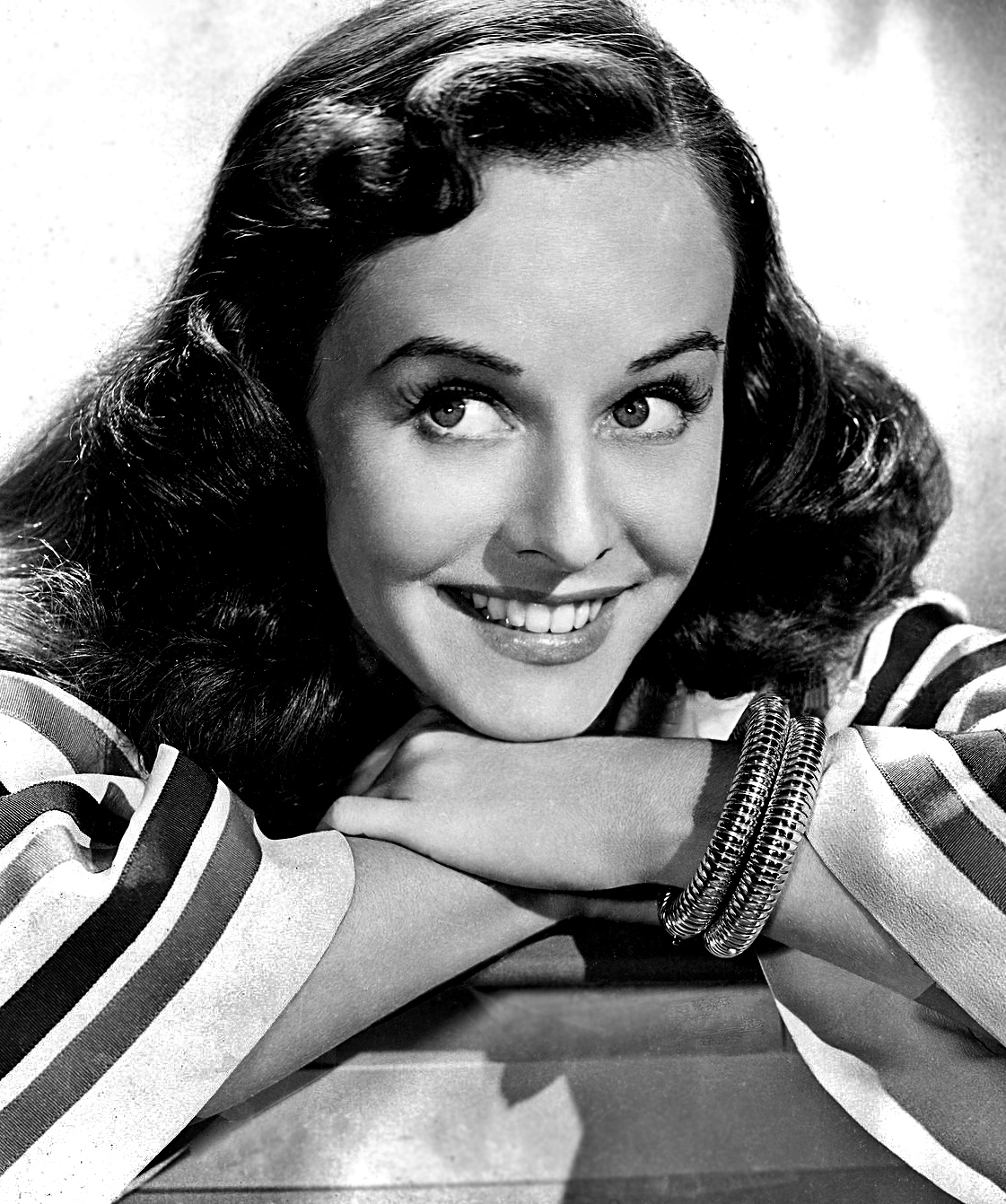
Paulette Goddard ve 40. letech

Narodila se 3. června 1910 v newyorské čtvrti Queens jako Marion Levy, dcera manželů Josepha Russella a Alty Mae Levyových. Její otec byl Žid ruského původu a syn Samuela Levyho, velkovýrobce doutníků ze Salt Lake City. Její matka pocházela z Anglie a rodným jménem se jmenovala Goddard. 
Její rodiče se však brzy rozvedli a poté žila pouze s matkou. Během studia na Washington Irving High School na Manhattanu si přivydělávala modelingem a během let 1924–1928 vystupovala i jako tzv. Ziegfeld girl v broadwayských muzikálových představeních Ziegfeld Follies. Zde také začala používat své umělecké jméno Paulette Goddard.
Na Broadwayi se setkala s prezidentem dřevařské společnosti Southern Lumber Company Edgarem Jamesem, za kterého se 28. června 1927 v 17 letech provdala. Po dvou letech se manželé rozešli, ale oficiálně se rozvedli teprve v roce 1932. Paulette obdržela vyrovnání v hodnotě téměř 400 tisíc dolarů.

### Kariéra
Ve filmu se ukázala poprvé v roce 1929, kdy hrála pouze jako komparzistka ve filmech Berth Marks a The Locked Door. Po návratu z krátké návštěvy v Evropě se však do Hollywoodu vrátila a uzavřela smlouvu s producentem Samuelem Goldwynem. I nadále však žádnou významnější roli nezískala a jelikož si s Goldwynem moc nerozuměla, po pěti snímcích přešla ke studiu Hal Roach Studios, kde však po další čtyři roky také nijak zvlášť nezazářila. V té době se začala stýkat s Charliem Chaplinem, čímž na sebe upoutala pozornost tisku. Tento vztah znamenal velký zlom v její kariéře a Chaplin ji brzy obsadil do hlavní role v romantické komedii Moderní doba (1936). Z filmu se stal brzy velký hit a Paulette se stala slavnou herečkou.
Než ji Chaplin obsadil do dalšího filmu, podepsala smlouvu s Davidem O. Selznickem a objevila se s Janet Gaynorovou v komedii Láska a mládí (1938). Selznickovi se jako herečka zalíbila a chystal se ji obsadit i do později obrovského trháku Jih proti Severu (1939). Při kamerových zkouškách ji však vyřadila Vivien Leigh. Selznick ji ale brzy zapůjčil studiu Metro-Goldwyn-Mayer na dva snímky (Dramatic School (1938) a The Women (1939)), a ten druhý se stal jedním z nejúspěšnějších filmů roku.
Téhož roku podepsala smlouvu se studiem Paramount Pictures a ihned ji s komikem Bobem Hopem obsadili do hororové komedie The Cat and the Canary (1939). Oba ve filmu zazářili, a proto je studio společně obsadilo i do dalších snímků jako The Ghost Breakers (1940) a Nothing But the Truth (1941). V roce 1940 si také opět zahrála po boku Charlieho Chaplina ve filmu Diktátor (1940). To však byl jejich poslední snímek a v roce 1942 se rozvedli.
V kariéře pokračovala dál úspěšným westernovým snímkem Cecila B. DeMilla North West Mounted Police (1940) a komedií Pot o' Gold (1941) s Jamesem Stewartem. Dalším významným filmem v její kariéře se stal muzikál Star Spangled Rhythm (1942), kde společně zpívala i s Dorothy Lamourovou a Veronicou Lake. Studio se jií také pokusilo spárovat s Rayem Millandem, z čehož vzešlo několik dalších filmů počínaje komediálním snímkem The Lady Has Plans (1942), akčním dobrodružným dramatem Karibští piráti (1942) s Johnem Waynem a komedií The Crystal Ball (1943).
S Veronicou Lakeovou a Claudette Colbertovou se poté objevila ve válečném dramatu Bílá legie (1943). Její výkon v roli zdravotní sestry v boji o Filipíny jí vynesl dokonce nominaci na Oscara. V květnu 1944 s Paramountem vyjednala smlouvu na natáčení dvou filmů ročně po dobu sedmi let. Do prvního z filmů ji obsadili opět po boku Millanda, a historické drama Kitty (1945) se stalo pro studio nejúspěšnějším snímkem roku. V dalším dramatu Deník komorné (1946) si zahrála po boku svého manžela Burgesse Mereditha, ale následujícího roku se jí přestalo dařit. Oba snímky z roku 1947 (Neporažená a Ideální manžel) se staly velkými propadáky a v roce 1948 se kvůli vyšetřování neslavně proslulým Výborem pro neamerickou činnost dokonce ocitla na hollywoodské černé listině. Paulette Goddard byla spárována s MacDonaldem Careym ve dvou filmech pro studio Paramount – Hazard (1948) a Bride of Vengeance (1949). Také byla zapůjčena společnosti Columbia Pictures pro film noir Anna Lucasta. Všechny tři filmy však finančně propadly, a tak studio Paramount v roce 1949 opustila.
Kromě filmového studia opustila i svého třetího manžela Burgesse Mereditha, v červnu 1949 se rozvedli.

### Závěr kariéry a pozdní život
Po zbytek kariéry se stala herečkou na vlastní noze a v roce 1951 debutovala v televizi. Ani jeden z jejích pozdějších filmů a televizních výstupů však nedokázal upoutat takovou pozornost jako její dřívější počiny. Svou poslední hlavní filmovou rolí si zahrála ve filmu The Stranger Came Home (1954), za který však byla deníkem The New York Times označena dokonce za „třetiřadou britskou děvku“. Po tomto snímku se na plátně objevila už jen dvakrát a po několika výstupech v televizi svou hereckou kariéru v roce 1972 definitivně ukončila.  
V roce 1958 se naposledy vdala, a to za slavného spisovatele Ericha Maria Remarquea, se kterým se odstěhovala do Švýcarska, kde spolu žili až do jeho smrti 25. září 1970. Po jeho smrti zdědila mnoho nemovitostí po celé Evropě a velký počet uměleckých děl. Brzy se stala známou pro svou vlastní sběratelskou vášeň i pro svou oblibu ve velmi okázalých špercích.
V roce 1987 podstoupila úspěšnou léčbu rakoviny prsu. Zemřela 23. dubna 1990 ve svém domě v Ronco sopra Ascona ve švýcarském kantonu Tessin na selhání srdce. Bylo jí 79 let.

## Osobní život

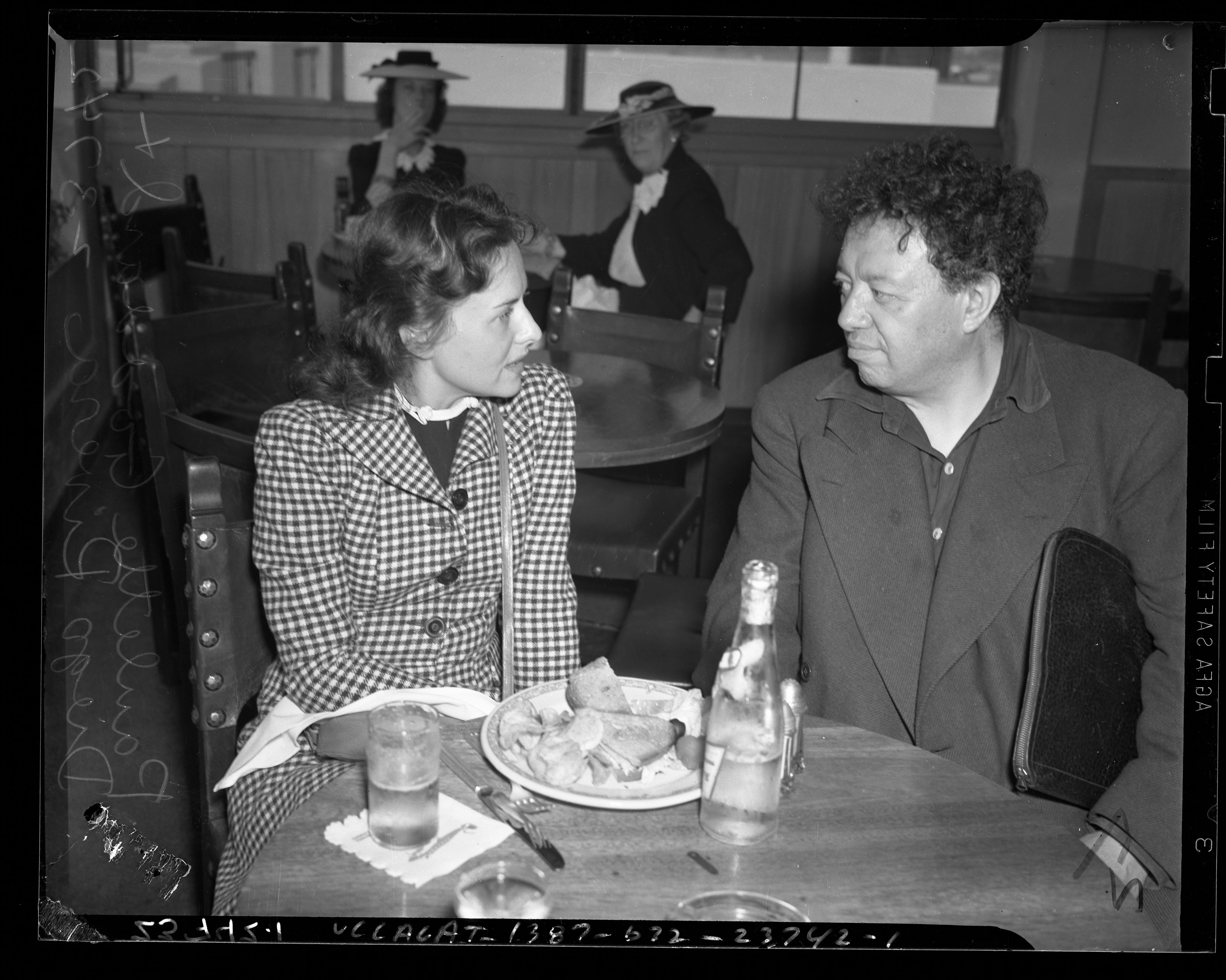
Paulette Goddard s Diegem Riverou (1940)

Jejím prvním manželem se stal 28. června 1927 o několik let starší magnát Edgar James, se kterým se v 17 letech také přestěhovala do Severní Karolíny. Po dvou letech manželství se však rozešli a v lednu 1932 nakonec rozvedli. Již téhož roku začala chodit se slavným hercem, režisérem a filmovým producentem Charliem Chaplinem a brzy se nastěhovala do jeho domu v Beverly Hills. Po čtyřech letech se za něj provdala, ale manželství jim vydrželo jen do roku 1942, kdy se rozvedli. Avšak i později udržovala Paulette Goddard s Chaplinem a jeho syny přátelské vztahy.
Ještě během druhého manželství se v roce 1940 na cestě do Mexika seznámila s malířem Diegem Riverou, který s ní kvůli výhrůžkám za jeho levicové politické názory a aktivity nakonec uprchl do Kalifornie. Díky němu se však o Paulette začal zajímat Federální úřad pro vyšetřování (FBI).
V květnu 1944 se vdala potřetí, za herce Burgesse Mereditha a již v té době s ním čekala dítě. V říjnu téhož roku ale potratila a do konce života už neotěhotněla. Její manželství také utrpělo další ránu v roce 1948, když byla vyšetřována Výborem pro neamerickou činnost, umístěna na hollywoodskou černou listinu a mnoha lidmi označena za komunistku. Rok na to se rozvedla potřetí.
O devět let později se vdala naposledy, za spisovatele Ericha Maria Remarquea, se kterým zůstala až do jeho smrti v roce 1970.

## Filmografie

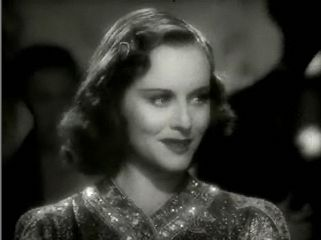
Paulette Goddard ve filmu Dramatic School (1938)

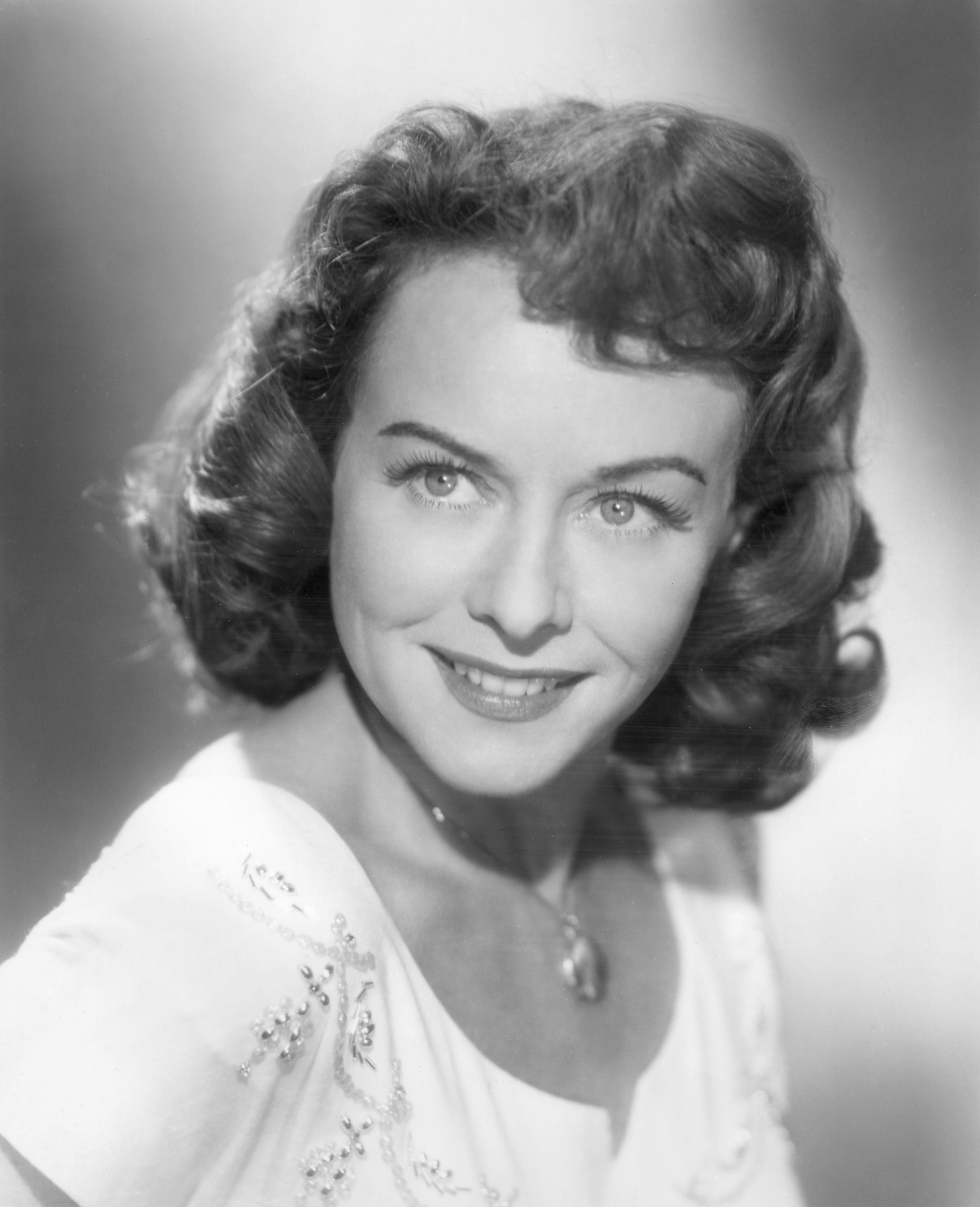
Paulette Goddard ve filmu The Stranger Came Home (1954)

- 1931 City Streets (režie Rouben Mamoulian)
- 1931 The Girl Habit (režie Edward F. Cline)
- 1936 Moderní doba (režie Charlie Chaplin)
- 1938 Dramatic School (Robert B. Sinclair)
- 1939 The Women (režie The Women)
- 1939 The Cat and the Canary (režie Elliott Nugent
- 1940 The Ghost Breakers (režie George Marshall)
- 1940 Diktátor (režie Charlie Chaplin)
- 1940 North West Mounted Police (režie Cecil B. DeMille)
- 1940 Second Chorus (režie H.C. Potter)
- 1941 Pot o' Gold (režie George Marshall)
- 1941 Brána ke štěstí (režie Mitchell Leisen)
- 1941 Nothing But the Truth (režie Elliott Nugent)
- 1942 Karibští piráti (režie Cecil B. DeMille)
- 1943 Bílá legie (režie Mark Sandrich)
- 1944 I Love a Soldier (režie Mark Sandrich)
- 1945 Duffy's Tavern (režie Hal Walker)
- 1945 Kitty (režie Mitchell Leisen)
- 1946 Deník komorné (režie Jean Renoir)
- 1947 Suddenly, It's Spring (režie Mitchell Leisen)
- 1947 Neporažená (režie Cecil B. DeMille)
- 1947 Ideální manžel (režie Alexander Korda)
- 1949 Bride of Vengeance (režie Mitchell Leisen)
- 1953 Vice Squad (režie Arnold Laven)
- 1954 The Stranger Came Home (režie Terence Fisher)